# Janet Jackson (альбом)
Janet Jackson — дебютний студійний альбом американської R&B-співачки Джанет Джексон. Виданий 21 вересня 1982 року лейблом A&M. Загальна тривалість композицій становить 38:50. Альбом відносять до напрямків поп, R&B, диско, фанк.

## Список пісень
1. «Say You Do» — 5:20
2. «You'll Never Find» — 4:11
3. «Young Love» — 4:58
4. «Love and My Best Friend» — 4:48
5. «Don't Mess Up This Good Thing» — 3:55
6. «Forever Yours» — 4:57
7. «The Magic Is Working» — 4:08
8. «Come Give Your Love to Me» — 5:03

## Чарти
Тижневі чарти
| Чарт (1982)                               | Позиція |
| ----------------------------------------- | ------- |
| Нова Зеландія (RMNZ)                      | 44      |
| ПАР (RISA)                                | 98      |
| Велика Британія (Official Charts Company) | 138     |
| США (Billboard 200)                       | 63      |